# الحزب السوري الديمقراطي الموحد
الحزب السوري الديمقراطي الموحد 2011 حزب سياسي اجتماعي ديمقراطي، مؤسس الحزب والأمين العام هو أحمد يمان سعودي حاصل على شهادة في الأدب الإيطالي من روما، نشأ الحزب وأسس في إيطاليا.